# Severiano Tura
 (décembre 2023).
Si vous disposez d'ouvrages ou d'articles de référence ou si vous connaissez des sites web de qualité traitant du thème abordé ici, merci de compléter l'article en donnant les références utiles à sa vérifiabilité et en les liant à la section « Notes et références ».
Severiano Tura est un homme politique saint-marinais, Capitaine-régent de Saint-Marin en 1985.